# SN 1991bk
SN 1991bk – supernowa odkryta 15 kwietnia 1991 roku w galaktyce UGC 7171. W momencie odkrycia miała maksymalną jasność 18,50m.